# Heather Locklear
Heather Deen Locklear, född 25 september 1961 i Westwood i Los Angeles, är en amerikansk skådespelare. 
Locklear är mest känd för huvudroller i olika TV-serier som Dynastin, T.J. Hooker, Melrose Place och Spin City.

## Karriären
Heather Locklear har medverkat i ett 30-tal filmer och TV-produktioner. Under 1980-talet slog hon igenom som Sammy Jo Carrington, en av centralkaraktärerna i Dynastin, och som Stacy Sheridan i serien T.J. Hooker. Locklear hade rollerna i Dynastin och T.J. Hooker samtidigt.
En annan huvudroll är den som Amanda Woodward i TV-serien Melrose Place, där hon medverkade mellan åren 1993 och 1999, då serien lades ned. Därefter spelade hon rollen som Caitlin Moore mot Michael J. Fox i Spin City fram till 2002.
Heather Locklear har även gästspelat i ett flertal andra TV-serier, såsom Scrubs, Boston Legal, Ally McBeal och  2 1/2 män. Hon har dessutom gästspelat i ungdomsserien Hannah Montana som Lilys mamma. De framträdanden hon har gjort i filmer har inte varit av något framträdande snitt och filmerna har heller inte rönt någon stor kommersiell eller publikmässig framgång.
2009 fick Locklear åter sin roll som Amanda Woodward i den nya versionen av Melrose Place.

## Privatlivet
Locklears första äktenskap var med Mötley Crüe-trummisen Tommy Lee, som hon gifte sig med 1986 efter bara en månads bekantskap; paret skilde sig 1993. Den 17 december 1994 gifte sig Locklear med Richie Sambora, gitarrist i Bon Jovi, och med honom fick hon dottern Ava Elizabeth. Äktenskapet upplöstes 2007.

## Filmografi (urval)

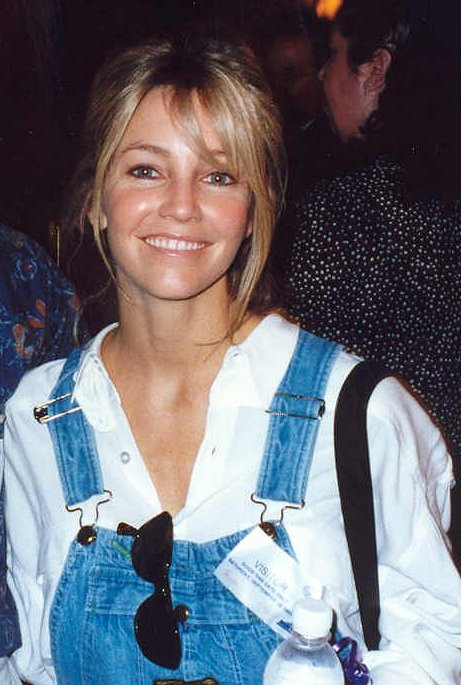
Heather Locklear 1993.

- 1980 – CHiPs (TV-serie) (1 avsnitt)
- 1981–1989 – Dynastin (TV-serie) (127 avsnitt)
- 1982 – Fantasy Island (TV-serie) (1 avsnitt)
- 1982–1983 – Stuntmannen (TV-serie) (2 avsnitt)
- 1982–1986 – T.J. Hooker (TV-serie) (85 avsnitt)
- 1983 – Hotellet (TV-serie) (1 avsnitt)
- 1983 – Kärlek ombord (TV-serie) (1 avsnitt)
- 1984 – Eldfödd
- 1989 – The Return of Swamp Thing
- 1992 – Batman: The Animated Series (TV-serie) (röstroll, 1 avsnitt)
- 1993–1999 – Melrose Place (TV-serie) (199 avsnitt)
- 1993 – Wayne's World 2
- 1996 – Före detta fruars klubb (okrediterad)
- 1997 – Money Talks
- 1997 – Double Tap
- 1999–2002 – Spin City (TV-serie) (71 avsnitt)
- 2000 – King of the Hill (TV-serie) (röstroll, 1 avsnitt)
- 2002 – Ally McBeal (TV-serie) (1 avsnitt)
- 2002 – Scrubs (TV-serie) (2 avsnitt)
- 2003 – Uptown Girls
- 2003 – Looney Tunes: Back in Action
- 2004 – 2 1/2 män (TV-serie) (1 avsnitt)
- 2005 – Boston Legal (TV-serie) (2 avsnitt)
- 2005 – The Perfect Man
- 2007 – Hannah Montana (TV-serie) (1 avsnitt)
- 2007 – Livsfarlig utsikt
- 2007 – Rules of Engagement (TV-serie) (1 avsnitt)
- 2008 – Flirting with Forty
- 2009–2010 – Melrose Place (TV-serie) (8 avsnitt)
- 2012–2013 – Hot in Cleveland (TV-serie) (3 avsnitt)
- 2013 – Scary Movie 5
- 2013 – Franklin & Bash (TV-serie) (10 avsnitt)
- 2017 – Fresh Off the Boat (TV-serie) (1 avsnitt)